# ابواسحاق کوبنانی
ابواسحاق بن عبداللّه کوبنانی یزدی ریاضی‌دان، ستاره‌شناس و ادیب ایرانی قرن ۹ قمری بوده‌است. نام وی در یکی از آثارش به شکل ابواسحاق شیخ‌زاده ابن الخادم البرهانی الکوبنانی آمده‌است. وی در کوهبنان در استان کرمان امروزی زاده شد. وی در مدرسه این به نام سعدیه به یادگیری علوم مشغول شد و همان‌جا نیز به تدریس پرداخت. وی مدتی را نیز در ساری ساکن بوده‌است.

## آثار
از وی آثاری برجای مانده اما هیچ‌کدام تاکنون به چاپ نرسیده‌اند:
۱. حاشیه شرح الملخص: این رساله حاشیه‌ای است بر شرحی که قاضی‌زادهٔ رومی بر ملخص چغمینی ستاره‌شناس ایرانی که در ۸۵۸ق به زبان عربی نوشته شده‌است.

۲. حل مسئله الاقبال و الادبار: رساله‌ای است به زبان عربی در ستاره‌شناسی که تألیف آن در ربیع‌الاول ۸۴۶ در شهر ساری به پایان رسید. ابواسحاق این رساله را به هنگام حکومت سیدمحمد ساری از سادات مرعشی و حاکم ساری، برای فرزند وی معین‌الدین عبدالکریم تألیف کرد.

۳. رسالهٔ تألیفیه: رساله‌ای است به زبان فارسی در شرح مسئلهٔ ریاضی «تناسب تألیفی» که پیش از او در کتاب حلل مطرز شرف‌الدین علی یزدی مطرح شده بود.

۴. رسالهٔ تضعیفیه: رساله‌ای است به زبان فارسی دربارهٔ حل مسئلهٔ معروف خانه‌های شطرنج که به محاسبهٔ مجموع ۶۴ جملهٔ اول یک تصاعد هندسی با قدر نسبت ۲ و جملهٔ اول ۱ منتهی می‌شود، یعنی: ۲۶۳... +۴+۲+۱=۲۶۳+...۲۲+۲۱+۲۰

۵. شرح زیج ایلخانی: رساله‌ای است به زبان فارسی که در آن ابواسحاق فصل چهارم از مقالهٔ دوم زیج ایلخانی خواجه نصیرالدین طوسی را شرح می‌دهد.

۶. شرح سی فصل طوسی، رساله‌ای عربی است که در ربیع‌الاول ۸۶۸ به پایان رسید.

۷. شرح شمسیه الحساب. این اثر شرحی بر کتاب شمسیه الحساب نظام نیشابوری است که در ۲۰ جمادی‌الاول ۸۶۸ به پایان رسید.

۸. منشآت: این کتاب شامل ۴۵ نامه و ۱۲ دیباچه (که برخی از آنها را برادرش نجم‌الدین محمود نوشته) و دو خطبه است که توسط حسین بن معین میبدی، مؤلف جام گیتی‌نما، گردآوری شده و در جمادی‌الآخر ۹۰۰ در یزد به خط شخصی به نام ابوسعید نوشته شده‌است.

۹: هیئت. این رساله در ۸۸۶ق به دستور حسام‌الدوله امیر ابراهیم روزافزون به فارسی نوشته شده‌است و مشتمل بر ۳ بخش و یک خاتمه است.